# コリー作戦
コリー作戦（コリーさくせん、英語: Operation Collie）は、太平洋戦争中の1945年7月5日-11日にイギリス海軍によって行われた作戦である。作戦目標は、第一にニコバル諸島、とりわけナンコウリー島 (en)へ艦砲射撃と航空攻撃を行うこと、第二に将来の侵攻作戦に先立ってニコバル諸島の掃海をおこなうこと、第三に空母艦載機によって北スマトラの日本軍飛行場に対し攻撃することであった。これらは全てジッパー作戦(Operation Zipper)のために計画されたものだったが、ジッパー作戦は日本の降伏により実行されることはなかった。
「コリー」とは、スコットランド原産の犬種・コリーを指す。 

## 概要
コリー作戦はウィルフリッド・パターソン(en:Wilfrid Patterson)少将指揮の下 、護衛空母アミール、エンペラー、ストーカー、エンプレス、軽巡洋艦ナイジェリア、駆逐艦ヴィジラント、ローバック、エスキモーと第6掃海群が参加した。空母は第884海軍飛行隊(en)のF6F ヘルキャットを艦載しており、82機が出撃した。戦死者の人数は報告書により異なり、ある報告書によると、1人のパイロットが発艦時に、もう1人は作戦行動時に戦死、6機の航空機が失われた(うち3機が敵軍による撃墜)としている。しかし別の報告書では、アミール所属の7機が失われたが、パイロットは全員救助されたとしている。
全体として作戦は成功した。ある報告書では「3隻の掃海艇はマレー半島北西岸とニコバル諸島沖の167個の機雷を処理した」と記されている。